# Aka (rodzaj)
Aka – rodzaj pluskwiaka z rodziny szrońcowatych i podrodziny Cixiinae.
Takson ten wprowadzony został w 1879 przez Francisa Buchanana White’a, który jego gatunkiem typowym wyznaczył opisanego w 1858 roku przez Francisa Walkera Cixius finitimus.
Pluskwiaki o ciele długości między 4 a 7 mm, ubarwione głównie brązowawo, często z ciemnobrązowym do czarnego nakrapianiem na głowie, tułowiu i przednich skrzydłach. Głowa ma zaustek z żeberkiem środkowym, normalnie wykształcone oczy i żółtawe przyoczko środkowe. W 90% tak długie jak szerokie ciemię ma V-kształtne wcięcie u nasady i wąsko M-kształtny, poprzeczny kil, połączony parą krótkich żeberek z przednią krawędzią. Na czole widnieje rozwidlone w pobliżu połowy długości żeberko środkowe. Przedplecze zaopatrzone jest w podłużne żeberko środkowe i parę zakrzywionych żeberek pozaocznych. Środkowe z trzech żeberek śródplecza często zanika. Zakrzywione przednie skrzydło zaopatrzone jest w 6 do 8 komórek apikalnych. Odnóża są półtora raza dłuższe od ciała. U samca edeagus ma 3 wyrostki kolczaste osadzone u nasady flagellum.
Rodzaj endemiczny dla krainy australijskiej. Występuje na Tasmanii i Nowej Zelandii, włącznie z Wyspą Stewart. Należy tu 7 opisanych gatunków:
- Aka dunedinensis Larivière, 1999
- Aka duniana (Myers, 1924)
- Aka finitima (Walker, 1858)
- Aka hardyi Muir, 1931
- Aka rhodei Larivière, 1999
- Aka tasmani Muir, 1931
- Aka westlandica Larivière, 1999